# Ді-Сото (Вісконсин)
Ді-Сото (англ. De Soto) — селище (англ. village) в США, в округах Вернон і Кроуфорд штату Вісконсин. Населення — 309 осіб (2020).

## Географія
Ді-Сото розташоване за координатами 43°25′57″ пн. ш. 91°12′2″ зх. д. / 43.43250° пн. ш. 91.20056° зх. д. (43.432526, -91.200532).  За даними Бюро перепису населення США в 2010 році селище мало площу 3,48 км², з яких 3,25 км² — суходіл та 0,24 км² — водойми. В 2017 році площа становила 3,23 км², з яких 3,16 км² — суходіл та 0,08 км² — водойми.

## Демографія
Згідно з переписом 2010 року, у селищі мешкало 287 осіб у 129 домогосподарствах у складі 80 родин. Густота населення становила 82 особи/км².  Було 176 помешкань (51/км²).
Расовий склад населення:
| - 99,7 % — білих |

До двох чи більше рас належало 0,3 %. Частка іспаномовних становила 0,0 % від усіх жителів.
За віковим діапазоном населення розподілялося таким чином: 23,3 % — особи молодші 18 років, 60,0 % — особи у віці 18—64 років, 16,7 % — особи у віці 65 років та старші. Медіана віку мешканця становила 44,1 року. На 100 осіб жіночої статі у селищі припадало 105,0 чоловіків;  на 100 жінок у віці від 18 років та старших — 103,7 чоловіків також старших 18 років.
Середній дохід на одне домашнє господарство  становив 47 868 доларів США (медіана — 40 938), а середній дохід на одну сім'ю — 63 938 доларів (медіана — 57 500). Медіана доходів становила 48 958 доларів для чоловіків та 23 250 доларів для жінок. За межею бідності перебувало 16,8 % осіб, у тому числі 29,3 % дітей у віці до 18 років та 0,0 % осіб у віці 65 років та старших.
Цивільне працевлаштоване населення становило 122 особи. Основні галузі зайнятості: освіта, охорона здоров'я та соціальна допомога — 26,2 %, роздрібна торгівля — 21,3 %, виробництво — 15,6 %.